# Episodi di Rectify (terza stagione)
La terza stagione della serie televisiva Rectify è stata trasmessa in prima visione negli Stati Uniti d'America su SundanceTV dal 9 luglio al 13 agosto 2015.
In Italia, la stagione è andata in onda sul canale satellitare Sky Atlantic dal 6 gennaio al 10 febbraio 2017.
| nº | Titolo originale | Titolo italiano       | Prima TV USA   | Prima TV Italia  |
| -- | ---------------- | --------------------- | -------------- | ---------------- |
| 1  | Hoorah           | Partenze              | 9 luglio 2015  | 6 gennaio 2017   |
| 2  | Thrill Ride      | Un viaggio da brividi | 16 luglio 2015 | 13 gennaio 2017  |
| 3  | Sown with Salt   | Terra bruciata        | 23 luglio 2015 | 20 gennaio 2017  |
| 4  | Girl Jesus       | La ragazza Gesù       | 30 luglio 2015 | 27 gennaio 2017  |
| 5  | The Future       | Il futuro             | 6 agosto 2015  | 3 febbraio 2017  |
| 6  | The Source       | Ritorno alla sorgente | 13 agosto 2015 | 10 febbraio 2017 |

## Partenze
- Titolo originale: Hoorah
- Diretto da: Stephen Gyllenhaal
- Scritto da: Ray McKinnon

### Trama
La polizia recupera il corpo di George e il procuratore, come lo sceriffo prima di lei, inizia ad avere dei dubbi su come andarono le cose la notte dell'omicidio di Hanna ma esita ad indagare poiché il caso è effettivamente chiuso.
Intanto Tawney va a stare da un'amica che le consiglia di provare la terapia di coppia. Daniel intanto cerca un posto dove andare e alla fine si rifugia a casa della sorella.

## Un viaggio da brividi
- Titolo originale: Thrill Ride
- Diretto da: Lawrence Trilling
- Scritto da: Ray McKinnon

### Trama
Tawney inizia a frequentare una terapista. Intanto Daniel trova un nuovo lavoro.

## Terra bruciata
- Titolo originale: Sown with Salt
- Diretto da: Billy Gierhart
- Scritto da: Coleman Herbert

### Trama
Amantha è fuori città per un corso di formazione legato alla sua futura promozione. La sera incontra un uomo e ci va a letto.
Intanto Ted Jr accetta di andare in terapia con la moglie. Daniel viene interrogato sul presunto omicidio di George.

## La ragazza Gesù
- Titolo originale: Girl Jesus
- Diretto da: Scott Teems
- Scritto da: Scott Teems

### Trama
Il senatore è in ospedale in seguito ad un ictus. Lo sceriffo prosegue le sue indagini, dubitando sempre di più sulla buona fede di Trey. Tawney e Ted Jr vanno in terapia e dopo un litigio si baciano ma rimangono comunque separati. Janet e Ted continuano ad essere divisi sulle questioni che hanno coinvolto i rispetti figli. Daniel riflette sul suo rapporto con Tawney e dice alla sorella di essere stato convinto che la donna sarebbe stata la sua salvatrice.

## Il futuro
- Titolo originale: The Future
- Diretto da: Nicole Kassell
- Scritto da: Ray McKinnon & Kate Powers

### Trama
Gli inquilini di Amantha lamentano la presenza di suo fratello nella casa, costringendolo ad andare via lo stesso giorno. Nel frattempo lo sceriffo prosegue le sue indagini interrogando Christopher, uno degli uomini menzionati durante un vecchio interrogatorio di Daniel. Più tardi parla con Daniel e gli dice di essere convinto che Trey abbia ucciso George (che in realtà si è suicidato) perché entrambi avevano stuprato Hanna la notte dell'omicidio. In seguito con un mandato di perquisizione va a casa di Trey cercando qualcosa per incastrarlo. Intanto Daniel decide di lasciare Paulie e chiede alla mamma di accompagnarlo per il viaggio.

## Ritorno alla sorgente
- Titolo originale: The Source
- Diretto da: Ray McKinnon
- Scritto da: Ray McKinnon

### Trama
Daniel e Janet partono verso l'oceano. Intanto Tawney torna a vivere in casa, mentre Teddy si sposta a casa dei genitori. Qui sembra avere un momento di serenità con Amantha e con Jared.
Christopher messo sotto pressione dallo sceriffo ammette che lui, George e Trey stuprarono Hanna. In seguito viene interrogato anche Trey che alla fine messo alle strette confessa di aver trovato il corpo di George e di averlo fatto sparire ma lo sceriffo non gli crede e lo fa arrestare per omicidio.
Daniel raggiunge la nuova casa dove andrà a vivere con altri ex detenuti che cercando di ricominciare e saluta sua madre.